# Mercredi
Pour les articles homonymes, voir Mercredi (homonymie).
Le mercredi est habituellement considéré comme le troisième jour de la semaine, notamment dans le calendrier grégorien ; dans certains autres calendriers, c'est le quatrième jour. Le mercredi est le jour de la semaine qui succède au mardi et qui précède le jeudi.

## Étymologie
L'origine du mot « mercredi » est différente selon les langues et cultures.
Pour le français, ce nom de jour est issu du latin Mercurii dies, signifiant « jour de Mercure ».
À l'image du français, les autres langues romanes (à l'exception notable du portugais) forment le nom de ce jour sur le latin Mercurii dies ou dies Mercurii, littéralement « jour de Mercure ». Étant donné que l'ordre des mots dies et Mercurii importait peu en latin, des descendants des deux formes se trouvent dans tous les territoires de la Romania (territoires qui faisaient partie de Rome). Pour la seule France (qui correspond grossièrement aux Gaules romaines) on trouve la forme mercredi en français moderne, issue de Mercurii dies à côté de dimêcre en francoprovençal, dimècres en occitan et même dimercre dans certains textes d'ancien français, tous tirés de dies Mercurii. Dans le reste de la Romania l'italien fait, comme le français, mercoledì issu de Mercurii dies tandis que l'espagnol fait miércoles et le galicien mércores, issus tout comme l'occitan auvergnat mècres de l'acope de Mercurii (die)s.
Selon le paganisme germanique, le mercredi est le jour du dieu Odin (Woden), qui donne par exemple « wednesday » en anglais, « woensdag » en néerlandais et « onsdag » en danois, norvégien et suédois.
La langue allemande, qui nomme le mercredi « Mittwoch » (milieu de la semaine), situe implicitement ce jour comme le quatrième de la semaine. Le nom islandais « Miðvikudagur » suit le même schéma que le nom allemand.
Plus largement, les étymologies du mot « mercredi » peuvent être classées comme indiqué dans le tableau ci-dessous :
| Langue                                                                                | Dénomination                                                                                                 | Étymologie                                                                     |
| Catalan Espagnol Français Galicien Italien Francoprovençal Roumain Tagalog            | dimecres miércoles mercredi mércores mercoledì dimêcre miercuri Miyerkules                                   | du latin Mercurii dies ou dies Mercurii, le jour de Mercure / jour de Damoclès |
| Hindi                                                                                 | बुधवार(Budhavaar)                                                                                              | Jour de Bouddha. La planète Mercure est nomée बुध, budh.                        |
| Anglais Néerlandais Suédois Danois                                                    | Wednesday Woensdag Onsdag                                                                                    | jour d'Odin (Woden)                                                            |
| Coréen Japonais                                                                       | 수요일(suyoil) 水曜日(suiyōbi)                                                                               | jour de l'eau                                                                  |
| Portugais Latin ecclésiastique Arabe Hébreu Grec moderne Persan Turc                  | quarta-feira feria quarta الأربعاء (al-arbi‛ā') יום רביעי(Yom Revi'i) Τετάρτη چهارشنبه (čehāršanbé) çarşamba | quatrième jour de la semaine                                                   |
| Chinois Estonien Letton Lituanien                                                     | 星期三 (xīng qī sān) kolmapäev trešdiena trečiadienis                                                        | troisième jour de la semaine                                                   |
| Quechua                                                                               | quyllurchaw                                                                                                  | jour de l'étoile                                                               |
| Basque                                                                                | asteazkena, eguaztena                                                                                        | dernier jour de la semaine                                                     |
| Allemand Finnois Polonais Russe Slovaque Slovène Tchèque Ukrainien Hongrois Islandais | Mittwoch keskiviikko środa Среда (sredá) streda sreda středa Середа (seredá) szerda miðvikudagur             | jour central de la semaine                                                     |

Par ailleurs, la norme ISO 8601 code le mercredi par le nombre « 03 ».

## Dans la liturgie chrétienne
- Pour certains chrétiens, le Mercredi des Cendres (lendemain du Mardi Gras) marque le début du Carême.
- Le Mercredi saint est celui qui précède le dimanche de Pâques.
- Le Mercredi radieux celui qui suit Pâques pour les orthodoxes.
- Le mercredi de la mi-Pentecôte est une petite fête de la liturgie byzantine située vingt-cinq jours après Pâques[2].

## Dévotion catholique du Saint Rosaire
Les mercredis ainsi que les dimanches, on récite généralement les mystères glorieux du Saint Rosaire.

## Histoire
- Au Moyen Âge, le mercredi soir marquait le début de la trêve de Dieu.

## Divers
- En France les élèves de primaire, collège et lycée allaient à l'école le mercredi (toute la journée) et se reposaient le jeudi ; ce planning a été inversé à l'occasion de la rentrée 1972[réf. souhaitée].
  - Puis, de 1972 à 2014, la plupart des enfants scolarisés dans le primaire n'allait pas à l'école le mercredi (en remplacement du jeudi). Et, depuis 2014, l'école le mercredi matin (en remplacement du samedi matin), est assurée pour les élèves de primaire[réf. nécessaire].
  - Et les élèves au collège et au lycée avaient cours le mercredi depuis les débuts (de l'école obligatoire), mais après la rentrée scolaire de 1972 la journée du mercredi est remplacée par le jeudi matin, ce jour-là étant peu travaillé dans l'emploi du temps (les heures de cours y dépassant rarement une demi-journée)[réf. nécessaire].
- En Belgique, le mercredi après-midi est congé pour les élèves de l'école obligatoire.
- En France, en Belgique et en Suisse, le mercredi est le jour de sortie des nouveaux films.
- La diffusion de longs métrages le mercredi soir est interdite sur les chaînes de télévision gratuites distribuées en France afin de privilégier la consommation de cinéma en salles[3].
- En France, chaque premier mercredi du mois, le signal national d'alerte est testé à midi et à 12 h 10 dans la plupart des communes[4].
- En France, le mercredi est le jour où le Conseil des ministres se réunit généralement.
- En Suisse, le test des sirènes a lieu le premier mercredi du mois de février, à 13h30.
- Au Tibet, Lhakar, abréviation de Lhakpa Karpo signifiant « Mercredi Blanc », est une expression tibétaine et un mouvement de résistance débuté en 2008.
- « Mercredi prochain » et « Mercredi en huit » désignent le mercredi de la semaine suivante[5],[6],[7].
- La religion yézidie considère que Dieu a créé l'ange Mika’il le quatrième jour de la semaine, soit un mercredi[8].